# Arrival (utwór instrumentalny)
Arrival – utwór instrumentalny szwedzkiego zespołu ABBA, pochodzący z albumu pod tym samym tytułem. Jest to drugi i ostatni utwór zespołu, który pozbawiony jest partii wokalnych. Poprzednią instrumentalną kompozycją był utwór „Intermezzo No.1” z albumu ABBA.

## Wersja Mike’a Oldfielda
Nagrana przez Oldfielda wersja utworu „Arrival” wydana została na singlu we wrześniu 1980 roku. Piosenka pochodzi z albumu QE2. Nagranie nowej wersji zasugerowane było przez samych pracowników wytwórni Virgin. Jest to jeden z dwóch coverów z albumu, drugi to „Wonderful Land” grupy The Shadows.
Okładka singla, która przedstawia Oldfielda w helikopterze Bell 47, jest parodią okładki albumu Arrival ABBY.

### Spis utworów
1. „Arrival” – 2:46
2. „Polka” (live) – 3:34

## Inne wykonania i zapożyczenia
- 1977: melodia z innym tekstem w utworze J’aime z płyty Michèle Torr pod tym samym tytułem,
- 2003: sampel w utworze „Roll Baby Roll” z albumu The Stadium Techno Experience grupy Scooter,
- 2008: melodia ze zmienionym tekstem na albumie Sary Brightman A Winter Symphony, nagrana również przez zespół Gregorian na płycie Masters of Chant Chapter VII (2009).